# Romano Bonagura
Romano Bonagura, född 15 oktober 1930 i Ravenna, död 30 oktober 2010 i Casalpusterlengo, var en italiensk bobåkare.
Bonagura blev olympisk silvermedaljör i tvåmansbob vid vinterspelen 1964 i Innsbruck.